# Агротехнічна меліорація земель
Агротехні́чна меліора́ція земе́ль передбачає здійснення комплексу заходів, спрямованих на збільшення потужності та поліпшення агрофізичних властивостей кореневмісного шару ґрунтів.
З цією метою здійснюються такі заходи, як плантажна оранка, глибоке меліоративне розпушення, щілювання, кротовий аераційний дренаж, піскування, глинування тощо.